# Hipersexualitate
Hipersexualitatea (denumită comportament sexual compulsiv sau compulsie sexuală și impropriu dependență sexuală), adică dorința excesivă de a face sex, apare ca termen în cadrul unor tulburări mentale, dar nu este clasificată drept o tulburare mentală în Manualul de Diagnostic și Statistică al Tulburărilor Mintale (DSM-5). DSM-5 nu recunoaște nicio adicție, acestea fiind înlocuite de tulburări de control al impulsului sau compulsii sau tulburări de folosire a substanțelor.
În clasificarea internațională a maladiilor (ICD-10) se întâlnește diagnosticul de „Activitate sexuală excesivă”, cu codul F52.7 (în care capitolul F52 se referă la „Disfuncție sexuală, neprovocată de o tulburare sau boală organică”).
ICD-11 a fost publicat dar și va intra în vigoare ulterior datei de 1 ianuarie 2022, nu include adicția sexuală, ci doar tulburarea de comportament sexual compulsiv. ICD-11 nu folosește modelul adicției, ci pe cel al compulsiei. Țările pot alege singure momentul de la care aplică ICD-11, ulterior datei respective. OMS nu recunoaște diagnosticul de adicție sexuală.
Denumirile sub care această disfuncție este cunoscută la bărbați este satirism iar la femei nimfomanie.
Persoanele cu acest diagnostic au inhibiții sexuale reduse și sunt obsedate de sex atât de mult, încât acest lucru le afectează și calitatea vieții.
Evaluările atât ale cercetărilor clinice la oameni, cât și ale studiilor preclinice care implică ΔFosB au identificat activitatea sexuală compulsivă - în special, orice formă de act sexual - ca o dependență (adică, dependență sexuală). Mai mult, s-a dovedit că răsplătește sensibilizarea încrucișată între amfetamină și activitatea sexuală, ceea ce înseamnă că expunerea la una crește dorința pentru ambele, s-a dovedit a avea loc preclinic și clinic ca un sindrom de dereglare a dopaminei; ΔFosB; exprimarea este necesară pentru acest efect de sensibilizare încrucișată, care se intensifică odată cu nivelul exprimării ΔFosB. Autoritățile de sănătate (Asociația Psihiatrică Americană și Organizația Mondială a Sănătății) nu și-au însușit acest punct de vedere.
Cu toate acestea, în ciuda acestor progrese, cercetările legate de dependența sexuală sunt încă la început. Lipsa integrării teoretice, deficite de rigoare metodologică, deficit de eșantioane clinice, dependență excesivă de eșantioane de conveniență (adică studenți sau recrutați de la Mechanical Turk), absența completă a studiilor epidemiologice, inconsecvențe larg răspândite în definițiile și măsurătorile CSB și lipsa studiilor de tratament încă afectează literatura de specialitate legată de dependența sexuală. Dacă oamenii de știință, cercetătorii și clinicienii din acest domeniu doresc să promoveze domeniul și să ofere îngrijire bazată pe dovezi persoanelor care raportează comportamente sexuale scăpate de control, toate cele de mai sus sunt necesare.— Grubbs et al. 2020
DSM-5-TR, publicat în martie 2022, nu recunoaște diagnosticul de adicție/compulsie sexuală.
ICD-11 a adăugat pornografia la CSBD. Aceasta este însă o tulburare de control al impulsurilor, nu o tulburare adictivă. Se argumentează că diagnosticul de CSBD nu este bazat pe cercertări sexuale.
Nici ICD-10, nici ICD-11 nu recunosc adicția sexuală sau adicția de porno drept diagnostice valabile.
Cu toate acestea, dependența de pornografie nu este considerată în prezent o afecțiune diagnosticabilă conform DSM. De asemenea, alternativele la DSM, cum ar fi ICD-11, nu au aderat la modelul de dependență pentru pornografie, deși acesta recunoaște că oamenii pot deveni compulsivi cu privire la utilizarea acesteia.— Rothman 2021, p. 103.
Dependența de pornografie este un concept controversat, deoarece pare a fi „în mare parte motivat din punct de vedere moral, ideologic și politic”. Deși este o „teorie drăguță”, suportul empiric pentru aceasta lipsește în mare măsură, iar „industria [tratării] dependenței de porno/sex se bazează pe valori morale conservatoare în jurul sexualității care se amestecă în practica clinică”.
Proponenții ideii de adicție sexuală observă că aceasta este puternic corelată cu narcisismul.
Deoarece adicția sexuală este un diagnostic contestat, Gola și Kraus (2021) au găsit că OMS a ajuns la un „compromis bun” prin a considera CSBD drept tulburare de control al impulsurilor.
Julie Sale a declarat „Nimeni nu respinge faptul că clienții accesează terapie pentru ajutor cu comportamente sexuale asupra cărora simt că nu au control. Problema este modul în care aceste experiențe ale clienților sunt conceptualizate și modul în care formularea clinică determină tratamentul”.
McKee, Litsou, Byron și Ingham au dubii serioase asupra modelului de adicție de pornografie și sugerează că mai degrabă ar trebui blamată pentru asta rușinea sexuală și nu pornografia.
Chiar și oamenii de știință care găsesc o problemă cu consumul excesiv de pornografie afirmă: consumul moderat de pornografie este sănătos.
Poziția Societății Americane de Medicină a Adicțiilor (ASAM) este că dependența sexuală nu este un diagnostic recunoscut.
Tratate medico-psihologice multiple și alte surse reputate arată faptul că terapia pentru adicție sexuală aplicată homosexualilor reprezintă în multe cazuri terapie de conversie. Terapia de conversie este ilegală în mai multe țări, plus diferite state ale SUA. Ea poate constitui abuz asupra minorilor.
Merită să ne gândim dacă aparenta epidemie de dependenți de pornografie autodiagnosticați care caută ajutor astăzi reprezintă probabil adoptarea rapidă a unei modalități relativ noi de a descrie comportamentul problematic al cuiva și nu dezvoltarea unei entități patologice moderne a cărei descriere ar trebui să dicteze tratamentul acesteia.
— Kris Taylor (2019), Nozologie și metaforă: Cum înțeleg spectatorii de pornografie dependența de pornografie

### Cu privire la copii (adolescenți)
Majoritatea studiilor din acest domeniu sunt anchete transversale de calitate scăzută.— Marks, Murray & Estacio 2018, p. 229.
O trecere în revistă sistematică din 2025 privind utilizarea pornografiei de către adolescenți spune FRIN⁠(en)[traduceți] (adică necesită studii ulterioare). Adică, dovezile existente au o utilitate redusă în psihiatrie (destul de neconcludente pentru un diagnostic). Studiul a descris dovezile ca fiind eterogene și limitate.
Un studiu de politici publice din 2025, inclusiv despre adolescenți care utilizează materiale pornografice, spune că „Dovezile care să susțină aceste afirmații rămân preliminare” (o relație cauzală nu poate fi afirmată). Adică, dovezile existente nu susțin pozițiile politicilor publice cu privire la modul în care adolescenții utilizează media. Cu toate acestea, studiul nu s-a concentrat pe utilizarea pornografiei și a menționat-o doar în treacăt.